# Lord Woodbine
Lord Woodbine, pseudonimo di Harold Adolphus Phillips (Crown Point, 15 gennaio 1929 – Liverpool, 5 luglio 2000), è stato un produttore discografico, tastierista e cantante trinidadiano, chiamato il "sesto Beatle", a causa dell'importante collaborazione con la band di Liverpool, poiché il "quinto Beatle" all'epoca era il soprannome di Derek Taylor.

## Carriera

### Gli inizi
Woodbine è nato a Crown Point, in Trinidad. Nel 1943, all'età di 14 anni, mentì sulla sua età e si unì alla RAF. Dopo la seconda guerra mondiale, tornò a Trinidad nel 1947, dove iniziò a cantare. Tornò in Inghilterra nel 1948 sulla HMT Empire Windrush, la nave che trasportava la prima imbarcazione di immigrati delle Indie occidentali nella Gran Bretagna nel secondo dopoguerra.
Dal 1955 ha suonato regolarmente al Jacaranda, locale di Liverpool, di proprietà di Allan Williams.
La sua musica e la sua influenza rimangono relativamente oscure perché poca della sua musica è stata registrata.

### I Beatles
Fu anche un promotore dei Beatles agli inizi della loro carriera, che vennero occasionalmente definiti "Woodbine's Boys" a causa della loro stretta relazione. Fu lui l'inventore della band con quattro chitarre (John Lennon, Paul McCartney, George Harrison e Stuart Sutcliffe).
Con loro si esibì sul palco nella prima esibizione in qualità di tastierista nel 1960.
Dopo una discussione con Williams sulle commissioni, i Beatles decisero di sostituirlo con Brian Epstein, salvo poi ricollaborare dal 1967 al 1969, sempre con mansioni manageriali.

## Vita privata
Phillips sposò Helen Agoro nel 1949, a Liverpool, ed ebbero otto figli. Sia lui che sua moglie morirono in un incendio nella loro casa di Toxteth.

## Nel cinema
Nel film del 1994 Backbeat, Lord Woodbine è stato interpretato dall'attore Charlie Caine.

## Discografia

### Solista
- 1996 - Globaglo

### Con i Guarare
- 1977 - Guarare
- 1979 - Renaissance
- 1981 - Onda Tipica

### Con The Caribbean Steel Band
- 1999 - Caribbean